# 町田祐一
町田 祐一（まちだ ゆういち　1982年 - ）は日本史研究者・日本大学生産工学部専任講師。

## 経歴
東京都に生まれる。2004年日本大学文理学部史学科卒業。2009年同大学院文学研究科日本史専攻博士後期課程修了、「近代日本における「高等遊民」問題の研究」で文学博士。2009年日本大学文理学部助教。2014年同生産工学部助教、2017年専任講師。

## 著書
- 『近代日本と高等遊民』（吉川弘文館：2010年12月）
- 『近代日本の就職難物語　「高等遊民」になるけれど』(吉川弘文館、2016)
- 『近代都市の下層社会 東京の職業紹介所をめぐる人々』 (サピエンティア）法政大学出版局, 2016.11

## 論文
- <町田祐一